# Gertruda Brawańska
Gertruda Brawańska (ur. 15 marca 1921 w Wodzisławiu Śląskim, zm. ?) – polska rolniczka, posłanka na Sejm PRL III kadencji.

## Życiorys
Uzyskała wykształcenie podstawowe, prowadziła własne gospodarstwo rolne w Skrzyszowie. Wstąpiła do Zjednoczonego Stronnictwa Ludowego. W 1961 została posłanką na Sejm PRL z okręgu Rybnik. W czasie kadencji poselskiej zasiadała w Komisji Zdrowia i Kultury Fizycznej.